# Scotiabank Centre
Das Scotiabank Centre ist eine Mehrzweckhalle in der kanadischen Stadt Halifax, Provinz Nova Scotia. Sie ist heute die Heimspielstätte der Halifax Mooseheads aus der Eishockeyjuniorenliga LHJMQ sowie der Halifax Rainmen aus der Basketball-Liga ABA ist.

## Geschichte
Die Halle wurde 1978 eröffnet. In den 1990er Jahren wurde die größte Halle der Stadt, die sich in der Nähe des World Trade and Convention Centre am Fuße des Citadel Hill befindet, mehrfach renoviert, zuletzt vor der Saison 2002/03, als für die Eishockey U20-Weltmeisterschaften eine neue Anzeigenanlage installiert wurde. Neben den sportlichen Veranstaltungen, zu denen neben Basketball und Eishockey auch professionelles Wrestling zählt, finden in der Arena vor allem Konzerte und Ausstellungen bzw. Messen statt. Die momentane Kapazität bei Eishockeyspielen beträgt 10.595, bei Basketballpartien finden ca. 11.000 Zuschauer im Halifax Metro Centre Platz.
Im Laufe der Jahre wurde die Arena zudem von verschiedenen NHL- und NBA-Teams zu Vorbereitungsspielen, darunter auch das erste Spiel in der Franchisegeschichte der Toronto Raptors, und von den kanadischen Basketball- und Eishockeynationalmannschaften zu verschiedenen Länderspielen genutzt.
Das Halifax Metro Centre war neben dem Colisée Pepsi einer der beiden Austragungsorte der Eishockey-Weltmeisterschaft 2008.
Im Juni 2014 wechselte der Namen der Arena. Die Scotiabank wurde Namenssponsor und zahlt der Stadt jährlich 650.000 CAD. Der Vertrag läuft über zehn Jahre.
Im März 2015 wurde hier der University Cup ausgespielt. 2021 soll die Eishockey-Weltmeisterschaft der Frauen, neben dem Rath Eastlink Community Centre in Truro, im Scotiabank Centre ausgetragen werden.